# 401(k)
401(k), 401k oder 401k-Plan bezeichnet ein vom Arbeitgeber mitfinanziertes Modell der privaten Altersvorsorge in den USA. Seinen Namen verdankt das Modell der Verankerung im Abschnitt 401(k) im Internal Revenue Code, dem Hauptbestandteil des amerikanischen Steuergesetzes. Im Jahr 2016 hatten 55 Millionen Amerikaner eine Altersversorgung im Rahmen von 401(k)-Programmen.

## Funktionsweise

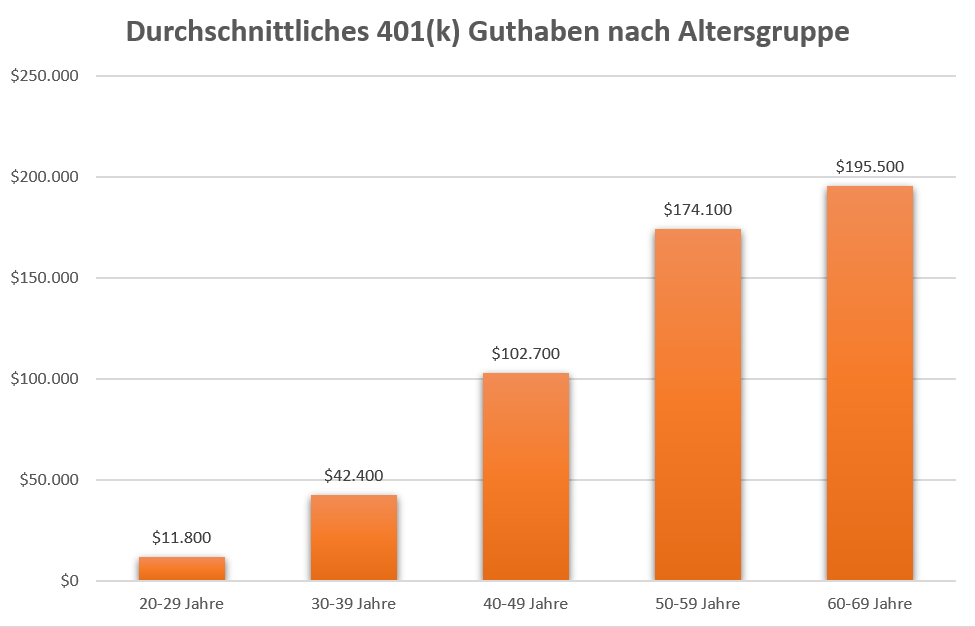
Durchschnittliches Guthaben von 401(k)-Konten beim Vermögensverwalter Fidelity Investments

Arbeitnehmer können freiwillig einen Teil ihres Einkommens (2024: bis zu 23.000 US-Dollar im Jahr) auf ein gesondertes 401(k)-Konto einzahlen. Dafür wird in der Regel ein Vertrag mit einem privaten Investmentunternehmen geschlossen. Das Geld wird vom Arbeitgeber direkt abgeführt. Der Arbeitnehmer kann sich für verschiedene Anlagestrategien, etwa Aktien-, Misch- oder Rentenfonds, entscheiden und seine persönliche Vermögensallokation frei wählen, er trägt das komplette Finanzmarktrisiko. Während der Ansparzeit müssen weder das abgeführte Geld noch etwaige Erträge (Zinsen, Dividenden) als Einkommen versteuert werden. Viele Arbeitgeber beteiligen sich prozentual an den Einzahlungen, einige Arbeitgeber legen auch automatisch 401(k)-Pläne für ihre Mitarbeiter an, sofern diese dem nicht explizit widersprechen („opt-out“). Im Jahr 2000 boten geschätzt 97 % aller US-Firmen mit mehr als 10.000 Angestellten einen 401(k)-Plan an. Bei einem Wechsel des Arbeitgebers können die 401(k)-Ersparnisse steuerfrei mitgenommen werden. Ab dem Alter von 55 Jahren kann das Geld dem 401(k)-Plan entnommen werden. Dann unterliegen die Entnahmen der (im Alter in der Regel geringen) Einkommensteuer.

## Vor- und Nachteile
Aus Sicht des Arbeitnehmers hat der Plan den Vorteil, dass die Besteuerung des Geldes in die Zukunft verlagert wird. Der Zinseszins kann ungehindert wirken und im Laufe mehrerer Jahrzehnte können große Geldsummen zusammenkommen. Ende 2019 hatten über 200.000 der aktiven 401(k)-Pläne ein Volumen von mehr als einer Million US-Dollar. Darüber hinaus erlaubt das System dem einzelnen Bürger, zu entscheiden, wie risikoreich seine Anlage gestaltet werden soll. Die Anlagestrategie ist nicht festgeschrieben und kann jederzeit gewechselt werden.  Ein 401(k)-Plan erlaubt es dem Arbeitnehmer außerdem, flexibel je nach privater Situation Zahlungen zu erhöhen oder zu reduzieren. Zudem ist das Verfahren sehr transparent, da sich jeder Bürger zu jeder Zeit über Inhalt und Stand seiner Altersvorsorge informieren kann.
Für den Staat haben 401(k)-Pläne den Vorteil, dass das System der staatlichen Renten und Altersvorsorge durch die private Vorsorge entlastet wird. Demgegenüber stehen Verluste bei der Einkommensteuer.
Ein Nachteil für Arbeitnehmer ist, dass substanzielle Teile des eigenen Vermögens nicht liquide zur Verfügung stehen. Vor dem Alter von 55 Jahren sind die Gelder im 401(k)-Plan nicht oder nur schwer zugänglich.
Ein oft geäußerter Kritikpunkt an 401(k)-Plänen ist, dass Laien ohne grundlegende Kenntnisse des Börsengeschäfts weitreichende Anlageentscheidungen für ihre eigene Altersvorsorge treffen müssten. Eine Studie zeigte 2002, dass mehr als 8 Millionen Sparer mehr als 20 % ihrer 401(k)-Ersparnisse in die Aktien ihrer eigenen Firma investiert hatten. Sie unterschätzten das Risiko eines nicht ausreichend diversifizierten Portfolios und riskierten infolgedessen im Falle eines Ausfalls einen Verlust großer Teile ihrer Altersvorsorge. Ein Extrembeispiel ist die Pleite des Unternehmens Enron im Jahr 2001. 47 % der Ersparnisse der Mitarbeiter waren, teilweise sogar ausschließlich, in Aktien des eigenen Arbeitgebers investiert. Im Zuge der Insolvenz sank der Aktienwert von über 90 US-Dollar pro Wertpapier auf wenige Cent. Die Sparer erlitten teilweise einen Totalausfall und verloren ihre komplette private Altersvorsorge.
Forschungsergebnisse deuten darauf hin, dass selbst Negativbeispiele wie Enron kaum Einfluss auf das Verhalten der Sparer haben. Trotz der intensiven medialen Berichterstattung änderte sich wenig am Verhalten anderer 401(k)-Anleger:

“The current paper ads grist to this mill by showing that a year of headlines about decimated 401(k) accounts did little to drive investors out of employer stock. Our estimates suggest that the media publicity surrounding the Enron/Global Crossing/WorldCom bankruptcies reduced the fraction of 401(k) assets held in employer stock by at most 2 percentage points, from 35% to 33%.”

„Die vorliegende Arbeit ist Wasser auf die Mühlen dieser Debatte, da gezeigt werden konnte, dass jahrelange Schlagzeilen über dezimierte 401(k) Konten wenig dazu beigetragen haben, dass Anleger weniger auf Aktien ihrer Arbeitgeber setzen. Unsere Schätzungen legen nahe, dass die Medienberichterstattung über die Pleiten von Enron, Global Crossing und WorldCom den Anteil an Aktien des eigenen Arbeitgebers um höchstens 2 Prozentpunkte, von 35 % auf 33 %, reduziert haben.“

## Rezeption in Deutschland
Immer wieder werden Forderungen laut, in Deutschland die private kapitalmarktorientierte Altersvorsorge ohne Versicherungsmantel zu fördern. 401(k) wäre ein solches Modell. Der Wissenschaftliche Dienst des Deutschen Bundestages hält allerdings die umfängliche Einführung eines 401(k)-Modells bei der aktuellen Gesetzeslage in Deutschland für „nicht plausibel“:

„Mit 401(k)-Programmen übereinstimmende Altersvorsorgeprodukte wären in Deutschland nicht als betriebliche Altersversorgung im Sinne des BetrAVG anzusehen, da es sich weder um einen zulässigen Durchführungsweg noch um eine mögliche Zusageart handle. Für eine steuerliche Förderung betrieblicher Altersversorgung und individueller privater Altersvorsorge enthält zum Beispiel das Altersvorsorgeverträge-Zertifizierungsgesetz (AltZertG) entsprechende Vorgaben.
Eine komplette Übertragung der auf die USA zugeschnittenen Alterssicherungsprogramme auf
Deutschland erscheint schon aufgrund der unterschiedlich gewachsenen sozialen Sicherungssysteme nicht plausibel.“